# Sweet Daddy
Sweet Daddy è una comica muta del 1924 diretta da Leo McCarey con protagonista Charley Chase. Fu prodotto e distribuito dalla Pathé Exchange.

## Distribuzione
Il film, un cortometraggio in una bobina, fu distribuito dalla Pathé Exchange uscendo in sala negli Stati Uniti il 17 agosto 1924.